# Eric Bana
Eric Bana, geboren als Eric Banadinović (Melbourne, 9 augustus 1968) is een Australische acteur van Kroatische afkomst.
Hij begon zijn carrière als stand-upcomedian in de komedieseries Full Frontal en Eric. In 2000 beeldde hij de misdadiger Mark Read in de film Chopper uit. Voor Full Frontal en Chopper ontving hij de hoogste Australische film- en tv-prijzen. Na deze en andere rollen in Australische televisieseries en -films gespeeld te hebben, kwam hij internationaal in de picture door zijn rol van de Amerikaanse Delta-sergeant Norm 'Hoot' Gibson in Black Hawk Down en als Bruce Banner (de hoofdrol) in Hulk. Dankzij de acteur Brad Pitt die hem had opgemerkt in Chopper, kreeg hij in 2004 de rol van de heldhaftige Hector in Troy, naast sterren als Peter O'Toole, Orlando Bloom en Brad Pitt zelf. In 2005 speelde hij vervolgens de hoofdrol in Steven Spielbergs Munich, over de reactie van Israël op de aanslagen in 1972 op de Olympische Spelen. In 2018 speelde hij de hoofdrol in de Netflix-serie Dirty John. In 2025 speelde hij in de Netflix miniserie Untamed.

## Filmografie
- 2025 - Untamed - Kyle Turner
- 2022 - Chip 'n Dale: Rescue Rangers - Monterey Jack (stem)
- 2021 - Back to the Outback - Chaz Hunt
- 2020 -  The dry - Aaron
- 2017 - King Arthur: Legend of the Sword... Uther Pendragon
- 2016 - The Secret Scripture...William Green
- 2014 - Deliver Us from Evil... Ralph Sarchie
- 2013 - Lone Survivor... Erik S.Kristensen
- 2013 - Closed Circuit... Martin Rose
- 2011 - Hanna ... Erik
- 2009 - Love The Beast ... Eric Bana
- 2009 - The Time Traveler's Wife ... Henry DeTamble
- 2009 - Funny People ... Clarke
- 2009 - Star Trek ... Nero
- 2009 - Mary and Max ... Damien (stem)
- 2008 - The Other Boleyn Girl ... koning Henry VIII
- 2007 - Romulus, My Father ... Romulus
- 2007 - Lucky You ... Huck Cheever
- 2005 - Munich ... Avner
- 2004 - Troy ... Hector
- 2003 - Finding Nemo ... Anchor (stem)
- 2003 - Hulk ... Bruce Banner/Hulk
- 2002 - The Nugget ... Lotto
- 2001 - Black Hawk Down ... Hoot
- 2000 - Chopper ... Mark Read
- 1997 - The Castle ... Con Petropoulous

- Bibsys: 4103342
- Biblioteca Nacional de España: XX1553121
- Bibliothèque nationale de France: cb141525494 (data)
- Gemeinsame Normdatei: 140496661
- International Standard Name Identifier: 0000 0001 1479 5658
- Library of Congress Control Number: no2002052752
- MusicBrainz: 869b0aed-172a-4a1a-a3bc-312c7a9484d9
- Nationale Bibliotheek van Tsjechië: xx0048611
- Nationale Bibliotheek van Israël: 987007444616505171
- Nationale Bibliotheek van Polen: a0000002259099
- Nederlandse Thesaurus van Auteursnamen: 230039863
- Système universitaire de documentation: 083316647
- Trove: 1457719
- Virtual International Authority File: 107188336
- WorldCat: E39PBJhH6pBypmRJGfyGQgkVYP